# Paralomis odawarai
Paralomis odawarai is een tienpotigensoort uit de familie van de Lithodidae. De wetenschappelijke naam van de soort is voor het eerst geldig gepubliceerd in 1980 door Sakai.